# Несносный мальчишка
«Несно́сный мальчи́шка» (англ. Breakfast with Scot) — канадская комедия 2007 года по роману Майкла Даунинга, профессора университета Тафтса. В 2006 году фильм привлек внимание канадских СМИ, когда Национальная хоккейная лига и «Торонто Мэйпл Лифс» объявили, что они одобряют использование логотипа и формы команды в гей-фильме. Таким образом, «Несносный мальчишка» стал первым фильмом на гомосексуальную тематику, получившим одобрение профессиональной спортивной лиги.

## Сюжет
Эрик Макнелли (бывший хоккеист команды Торонто Мэйпл Лифс, а ныне спортивный журналист) и его бойфренд Сэм (спортивный юрист) живут семьёй в пригородном доме, стараясь особо не афишировать свою гомосексуальность. Но все меняется, когда Сэм становится опекуном своего 11-летнего племянника по имени Скот, мать которого умерла от передозировки наркотиков, а отчим по имени Билли (он же брат Сэма), затерялся где-то на просторах Бразилии. Эрик, который поначалу не хочет никакого опекунства и раздражён появлением Скота, в результате подружился с мальчиком, который научил его принимать и любить своё истинное «Я».

## В ролях
| Актёр           | Роль             |
| --------------- | ---------------- |
| Том Кавана      | Эрик Макнолли    |
| Бен Шенкман     | Сэм              |
| Ной Бернетт     | Скот             |
| Шона МакДональд | Джоан            |
| Грэм Грин       | Бад Уилсон       |
| Дилан Эверетт   | Райан Берлингтон |
| Колин Каннингем | Билли            |
| Анна Силк       | Миа              |
| Робин Брюле     | госпожа Пола     |